# 北北線

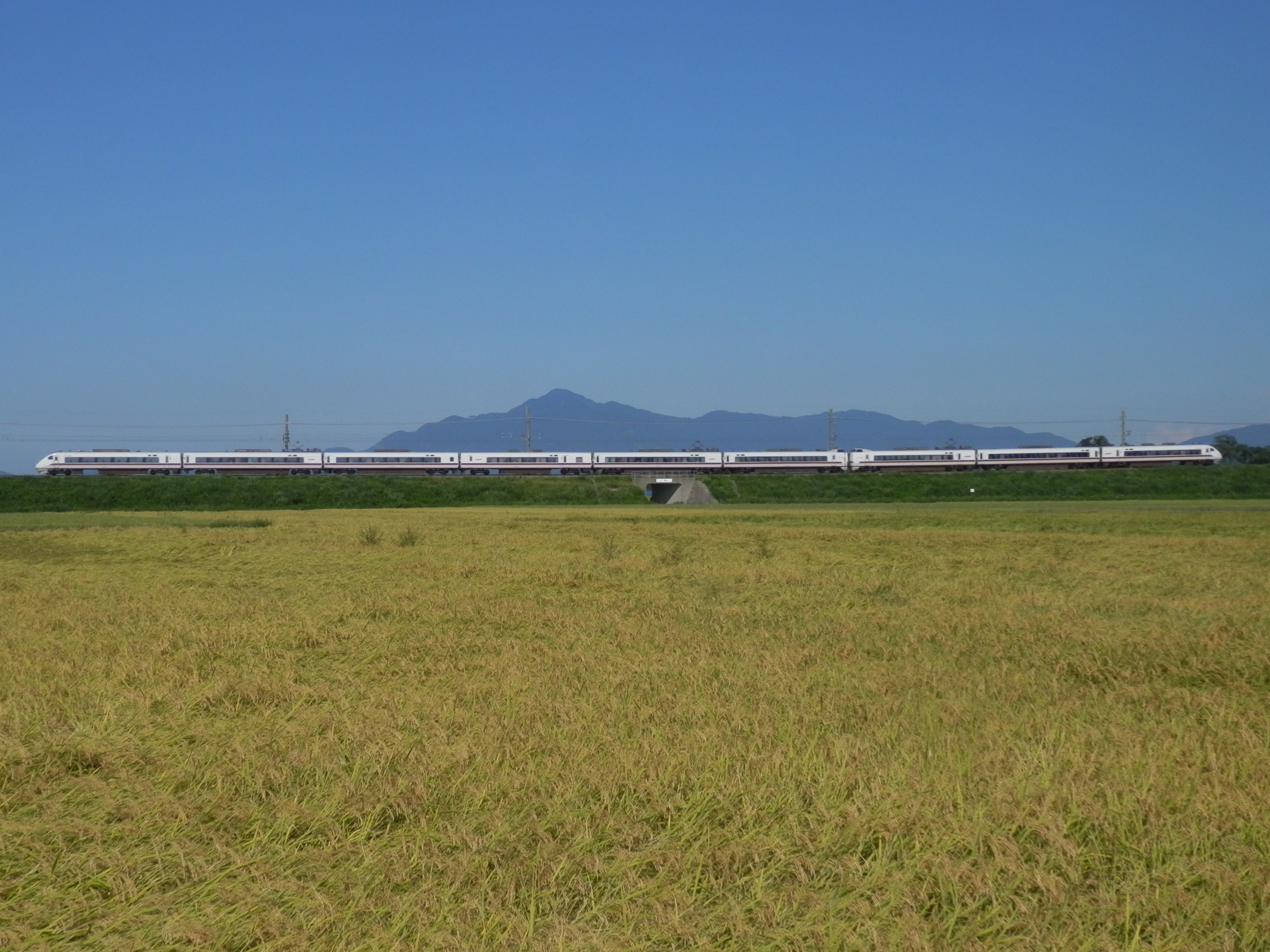
奔馳在田野間的681系2000番台特急列車「白鷹」，2014年時攝於犀潟至頸城路段間。

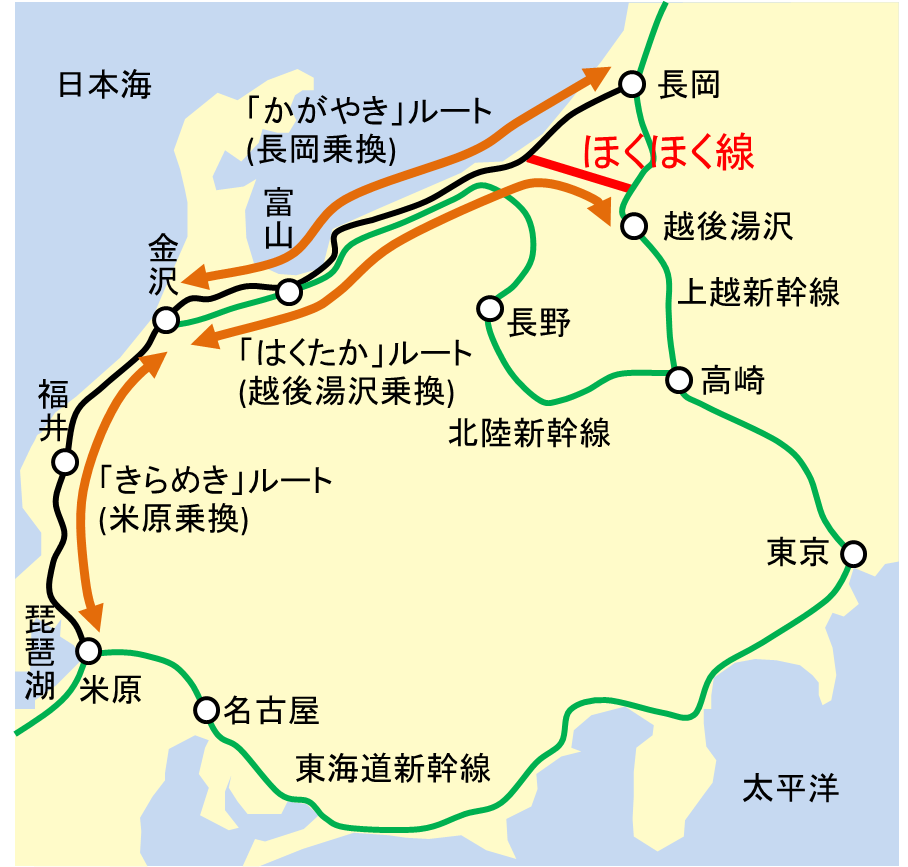
从东京前往北陆路线的变迁。

北北線（日语：／ Hokuhoku sen */?）是由北越急行營運的一條日本鐵路路線。路線連接新潟縣上越市的犀潟站及新潟縣南魚沼市六日町的六日町站。

## 概要
北北線原為日本國鐵時代預定建設之新線「北越北線」，自1968年8月開始建造，然因鑽挖隧道（主要為鍋立山隧道）的工程艱鉅而一直未能完成，其後更因《促進重組日本國有鐵道特別法》而被凍結預算，工程被迫於1981年暫停。後來因應地方強烈表達要求完成此路線的需求，沿線地方政府及企業1984年8月成立北越急行株式會社，並於翌年2月取得運輸省的「地方鐵道經營許可」，同年3月開始恢復路線建造工程，1995年最後一條隧道鍋立山隧道開通，並於1997年3月全線通車。
全線雖為單線，設計時即已考量到高速運行需求，故全線比照新幹線方式高架化，開鑿長隧道減少坡度及當地冬季豪雪的影響。
開通當時，最高級列車——特急「白鷹」的最高運行速度是140km/h，比一般JR在來線的最高速130km/h還高10km/h。1998年12月提昇為150km/h，2002年3月達成160km/h的最高營運速度目標，與2010年啟用的京成AE型列車曾並列日本國內非新幹線的鐵路路線中營運速度冠軍。相比之下，京成AE型採用與新幹線同樣寬度的1435mm標準軌距之在來線列車，採用1067mm窄軌規格的北北線曾經是是日本窄軌鐵路的營運速度紀錄保持者。
然而隨著北陸新幹線於2015年3月14日開通，白鷹號列車升格為新幹線列車，在本線上行走的白鷹號列車已經全數停運。因應白鷹號列車停運，超快速雪兔號開始運行，從越後湯澤至直江津只需57分鐘。而北越急行也推出了與超快速雪兔號相對的臨時列車超低速雪龜號，全程共需4小時，在部分路段更以低於10km/h的速度行走。但是2023年3月18日時刻表改正後超快速雪兔號與快速列車廢止，全線僅剩各停列車。
北陸新幹線開通後，不再運行特級列車導致北北線獲利大幅下降，作為主要投資者的新潟縣因此提出與同為新潟縣出資的越後心動鐵道整合，以及改造為迷你新幹線，以發揮北北線上越‧北陸新幹線間短絡線的優勢。

## 路線資料
- 管轄（事業類別）：北越急行（第一種鐵道事業者）
- 路線距離（營業距離）：59.5公里
- 軌距：1,067毫米[7]
- 站數（包括起終點）：12個
- 最高速度：130公里/小時[8]
  - 但是定期列車全部只以最高速度110公里/小時運行。
  - 在2015年3月13日以前，向國土交通省運輸局申請最高速度為160公里/小時（當時與成田機場線共同成為日本國內營業在來線當中最快的路線），不過在藥師峠信號場-松代間，蟲川大杉-頸城間是140公里/小時[9]。
- 複線路段：沒有（全線單線）
- 電氣化路段：全線（直流電1,500 V）[7]
- 最小曲線半徑：400公尺[7]
- 最大坡度：33 千分比[7]
- 設計活荷重（日语：活荷重）：KS-16（國鐵時代完成的路段），KS-12（第三部門化後完成的路段）
- 最長隧道：赤倉隧道（日语：赤倉トンネル）（10,472公尺，魚沼丘陵-新座間。隧道內設有赤倉信號場與美佐島站，開業當時是地下鐵、JR線（日语：JR線）以外日本最長的鐵路隧道[3]）
- 閉塞方式：單線自動閉塞式[7]
- 保安裝置: ATS-P[7]
- 運轉指令所（日语：運転指令所）：六日町指令所[7]

## 車站列表
- 所有車站均位於新潟縣內。

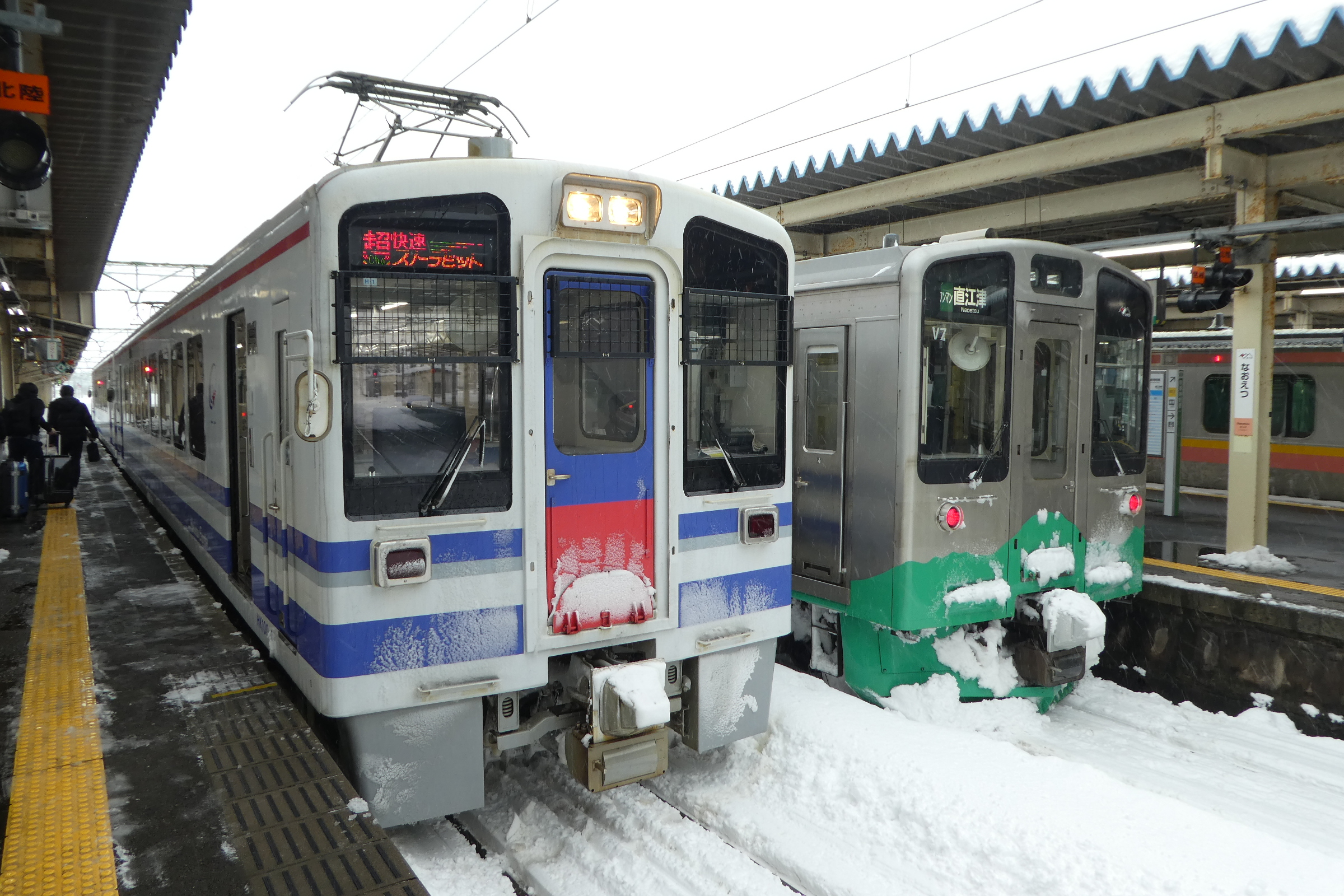
超快速スノーラビット在直江津站

- 六日町站及犀潟站的管理均委託JR東日本負責。
- 中途各車站除十日町站有站員駐守外，其他均是無人駐守車站。

範例
停靠站 … ●：所有列車停靠，｜：所有列車通過，＊：一部分列車停靠，※：只限夏季、冬季一部分列車停靠，△：一部分列車通過
軌道 … ∥：複線路段，◇：單線路段（可進行列車交會），｜：單線路段（不可進行列車交會），∨：此起往下為單線，∧：此起往下為複線
| 營運公司 | 路線名稱 | 中文站名         | 日文站名 | 英文站名 | 站間距離 | 六日町起計 營業距離 | 普通 | 快速 | 超快速 雪兔 | 接續路線                                                      | 軌道 | 所在地          |
| -------- | -------- | ---------------- | -------- | -------- | -------- | ------------------- | ---- | ---- | ----------- | ------------------------------------------------------------- | ---- | --------------- |
| JR東日本 | 上越線   | 越後湯澤         |          |          | -        | 17.6                | ●    | ●    | ●           | 東日本旅客鐵道： 上越新幹線、上越線（水上方向、Gala湯澤支線） | ∥    | 南魚沼郡 湯澤町 |
| JR東日本 | 上越線   | 上越國際滑雪場前 |          |          | 1.0      | 6.2                 | ※    | ※    | ｜          |                                                               | ∥    |                 |
| JR東日本 | 上越線   | 鹽澤             |          |          | 2.3      | 3.9                 | ＊   | ＊   | ｜          |                                                               | ∥    |                 |
| JR東日本 | 上越線   | 六日町           |          |          | 3.9      | 0.0                 | ●    | ●    | ＊          | 東日本旅客鐵道：上越線（浦佐、小出方向）                      | ∨    |                 |
| 北越急行 | 北北線   | 六日町           |          |          | 3.9      | 0.0                 | ●    | ●    | ＊          | 東日本旅客鐵道：上越線（浦佐、小出方向）                      | ∨    |                 |
| 北越急行 | 北北線   | 魚沼丘陵         |          |          | 3.6      | 3.6                 | ●    | ｜   | ｜          |                                                               | ｜   |                 |
| 北越急行 | 北北線   | 赤倉信號場       |          | /        | -        | (8.5)               | ｜   | ｜   | ｜          |                                                               | ◇    | 十日町市        |
| 北越急行 | 北北線   | 美佐島           |          |          | 8.6      | 12.2                | ●    | ｜   | ｜          |                                                               | ｜   | 十日町市        |
| 北越急行 | 北北線   | 新座             |          |          | 2.2      | 14.4                | ●    | ｜   | ｜          |                                                               | ｜   | 十日町市        |
| 北越急行 | 北北線   | 十日町           |          |          | 1.5      | 15.9                | ●    | ●    | ●           | 東日本旅客鐵道：飯山線                                        | ◇    | 十日町市        |
| 北越急行 | 北北線   | 藥師峠信號場     |          | /        | -        | (23.8)              | ｜   | ｜   | ｜          |                                                               | ◇    | 十日町市        |
| 北越急行 | 北北線   | 松代             |          |          | 13.3     | 29.2                | ●    | ●    | ＊          |                                                               | ◇    | 十日町市        |
| 北越急行 | 北北線   | 儀明信號場       |          | /        | -        | (34.1)              | ｜   | ｜   | ｜          |                                                               | ◇    | 十日町市        |
| 北越急行 | 北北線   | 北北大島         |          |          | 9.4      | 38.6                | ●    | ●    | ｜          |                                                               | ｜   | 上越市          |
| 北越急行 | 北北線   | 蟲川大杉         |          |          | 6.2      | 44.8                | ●    | ●    | ＊          |                                                               | ◇    | 上越市          |
| 北越急行 | 北北線   | 浦川原           |          |          | 2.0      | 46.8                | ●    | ●    | ｜          |                                                               | ｜   | 上越市          |
| 北越急行 | 北北線   | 大池憩之森       |          |          | 4.9      | 51.7                | △    | ｜   | ｜          |                                                               | ｜   | 上越市          |
| 北越急行 | 北北線   | 頸城             |          |          | 1.9      | 53.6                | ●    | ●    | ｜          |                                                               | ◇    | 上越市          |
| 北越急行 | 北北線   | 犀潟             |          |          | 5.9      | 59.5                | ●    | ●    | ｜          | 東日本旅客鐵道：信越本線（柏崎方向）                          | ∧    | 上越市          |
| JR東日本 | 信越本線 | 犀潟             |          |          | 5.9      | 59.5                | ●    | ●    | ｜          | 東日本旅客鐵道：信越本線（柏崎方向）                          | ∧    | 上越市          |
| JR東日本 | 信越本線 | 黑井             |          |          | 4.4      | 63.9                | ＊   | ＊   | ｜          |                                                               | ∥    | 上越市          |
| JR東日本 | 信越本線 | 直江津           |          |          | 2.7      | 66.6                | ●    | ●    | ●           | 越後心跳鐵道：妙高躍馬線、日本海翡翠線                        | ∥    | 上越市          |

## 使用車輛
現在在北北線行駛的列車只有HK100形一款，最高速度為110km/h。（北越急行停开快速列车后，目前最高時速為95km/h）

### 過往使用車輛
- 485系3000番台：通車時投入使用，2005年退出本線
- 681系0番台、2000番台：用於特急白鷹，2015年北陸新幹線延伸後特急停運，車輛轉移予JR西日本
- 683系8000番台：為替換485系所引入的車輛，2015年北陸新幹線延伸後轉移予JR西日本